# Amen (альбом)
«Amen» — дебютный студийный альбом индонезийского рэпера Rich Brian, вышедший 2 февраля 2018 на лейбле 88rising Music и Empire Distribution. Альбом спродюсировали Rich Brian, alongside Bkorn, Cubeatz, Frans Mernick, Austin Powerz, Rogét Chahayed и Wesley Singerman. На релизе присутствуют совместные песни с Offset, Joji, Niki и August 08. Альбом дебютировал в Billboard 200 на 18 месте и пробыл в чарте 3 недели.

## Продвижение
26 мая 2017 Брайан в интервью журнала XXL сообщил о работе над полноформатником: «Я работаю над дебютным альбомом, есть серьезные песни и некоторые комедийные, но серьезным песням я уделяю больше своего внимания». 19 декабря 2017 Брайан объявил название альбома и показал обложку, а 29 января 2018 года Брайан опубликовал трек-лист.
Ведущий сингл альбома «Glow Like Dat» был выпущен вместе с музыкальным видео 15 августа 2017 года. Второй сингл альбома "Chaos "был выпущен 5 октября 2017 года. Третий сингл альбома «See Me» был выпущен 1 января 2018 года.

## Релиз и прием
Amen был выпущен 2 февраля 2018 на iTunes, Apple Music, Spotify и Google Play. Альбом получил в целом положительный отклик у критиков. В Metacritic альбом получил средний балл 68 на основе 6 рецензий. Скотт Глэйшер из HipHopDX высоко оценил содержание альбома по сравнению с предыдущей работой Брайана, а также высоко оценил продакшн.
Шелдон Пирс из Pitchfork заявил, что «дебют Rich Brian’а имеет веселье, остроумие и ловкость выбора пения, но ему не хватает основных качеств солидного хорошо сделанного рэп-альбома».
Exclaim! заявил, что «полнометражный дебют Rich Brian’а не очень хорош и не сможет никого впечатлить.»
| Совокупная оценка | Совокупная оценка |
| Источник          | Оценка            |
| ----------------- | ----------------- |
| Metacritic        | 68/100            |
| Оценки критиков   |                   |
| Источник          | Оценка            |
| Exclaim!          | [ 13 ]            |
| The Guardian      | [ 15 ]            |
| Highsnobiety      | [ 16 ]            |
| HipHopDX          | 3.6/5             |
| Pitchfork         | 5.9/10            |

## Список композиций
Все треки написаны и спродюсированы Rich Brian, кроме отмеченных.
| №                   | Название                               | Продюсер(ы)                                        | Длительность |
| ------------------- | -------------------------------------- | -------------------------------------------------- | ------------ |
| 1.                  | «Amen»                                 |                                                    | 1:56         |
| 2.                  | «Cold»                                 |                                                    | 3:48         |
| 3.                  | «Occupied»                             |                                                    | 2:41         |
| 4.                  | «Introvert» (с участием George Miller) |                                                    | 3:42         |
| 5.                  | «Attention» (с участием Offset)        | Austin Powerz Bkorn Rich Brian Cubeatz             | 2:50         |
| 6.                  | «Glow Like Dat»                        |                                                    | 3:30         |
| 7.                  | «Trespass»                             |                                                    | 2:59         |
| 8.                  | «Flight»                               | Frans Mernick Chahayed Singerman Rich Brian [ 17 ] | 2:57         |
| 9.                  | «See Me»                               |                                                    | 3:32         |
| 10.                 | «Enemies»                              |                                                    | 3:27         |
| 11.                 | «Kitty»                                |                                                    | 2:45         |
| 12.                 | «Little Prince» (с участием Niki)      | Rich Brian Niki                                    | 2:52         |
| 13.                 | «Chaos»                                |                                                    | 2:12         |
| 14.                 | «Arizona» (с участием August 08)       | J Hill Crosby Channel Tres Rich Brian              | 4:52         |
| Общая длительность: | Общая длительность:                    | Общая длительность:                                | 44:03        |

## Позиции в чартах
| Чарт (2018)                      | Высшая позиция |
| -------------------------------- | -------------- |
| Australian Albums (ARIA)         | 27             |
| Бельгия/Фландрия (Ultratop)      | 108            |
| Canadian Albums (Billboard)      | 18             |
| Нидерланды (Album Top 100)       | 61             |
| New Zealand Albums (RMNZ)        | 30             |
| Великобритания (UK Albums Chart) | 87             |
| US Billboard 200                 | 18             |